# Tomasz Tłuczyński
Tomasz Kazimierz Tłuczyński (ur. 19 kwietnia 1979 w Kielcach) – polski piłkarz ręczny grający na lewym skrzydle, reprezentant Polski. Syn Zbigniewa, byłego piłkarza ręcznego i byłego trenera Vive Kielce, brat 3 lata młodszego Macieja, również piłkarza ręcznego. Srebrny medalista MŚ' 07 i brązowy medalista MŚ' 09.

## Kariera
Od lat 90. występował na niemieckich parkietach. Zaczynał jako junior w klubach: VfL Fredenbeck, TuS Lübbecke, TV Hille i TV Jahn Duderstadt. Od sezonu 2009/2010 ponownie został zawodnikiem TuS Nettelstedt-Lübbecke.
W reprezentacji Polski zadebiutował 23 września 2006 w Kielcach, w meczu przeciwko Niemcom. Był etatowym wykonawcą rzutów karnych podczas mistrzostw świata w 2007, będąc jednocześnie najskuteczniejszym strzelcem reprezentacji na tej imprezie (58 bramek). Tytuł zdobył ponownie dwa lata później, tym razem strzelając 47 bramki, co dało mu miano najskuteczniejszego strzelca reprezentacji w historii udziałów w mistrzostwach świata – 135 bramek.
5 lutego 2007 został odznaczony przez prezydenta Lecha Kaczyńskiego Złotym Krzyżem Zasługi.
W 2013 zakończył karierę zawodową. Grę w nowym klubie LIT Nordhemmern łączy z wdrażaniem się w zawód spedytora.

## Sukcesy z reprezentacją
- Mistrzostwa Świata w Niemczech  2007
- Mistrzostwa Świata w Chorwacji:  2009